# Dmytro Chourov

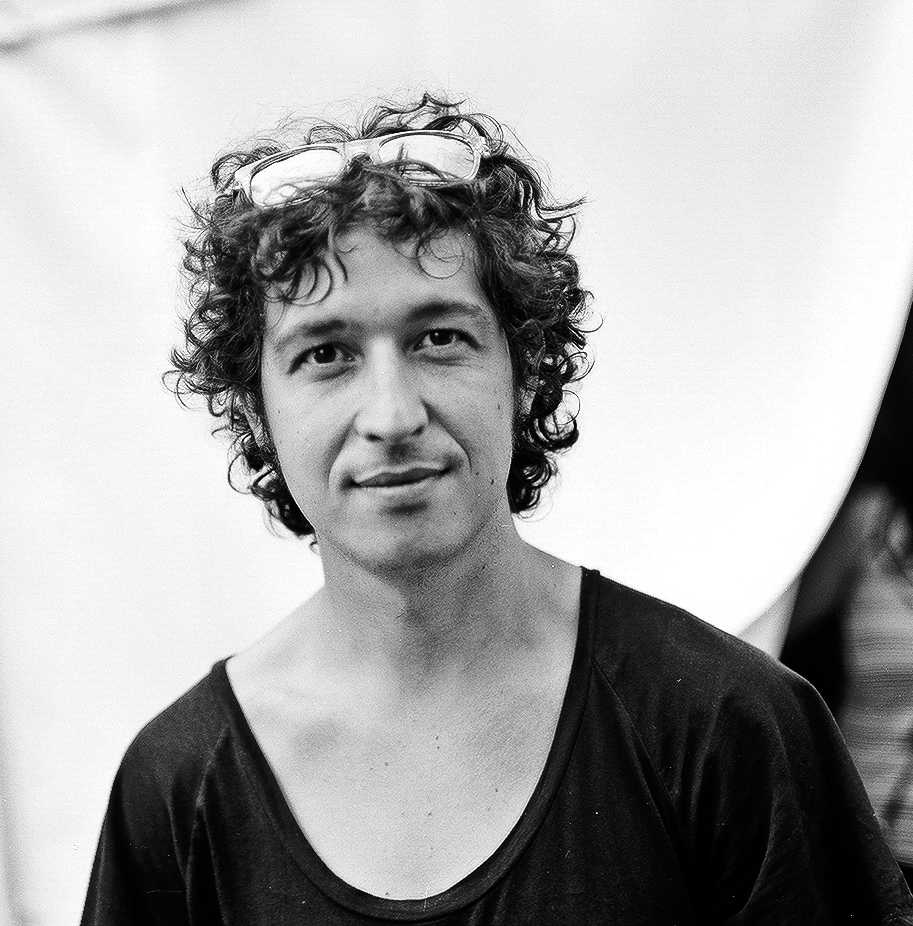
Dmytro en 2011

Dmytro Chourov (en ukrainien : Дмитро Шуров, né le 31 octobre 1981 à Vinnytsia) est un auteur-compositeur-interprète, pianiste et chanteur ukrainien. Il est soliste du groupe Pianoboy depuis 2009.
Il est plus connu en tant que pianiste des groupes Okean Elzy (2001—2004) et Esthetic Education (uk) (2004—2008), pianiste du groupe de Zemfira (2006—2009) et juge de l'X-Factor ukrainien (depuis 8e de la saison),.

## Biographie
Dmytro est né le 31 octobre 1981 à Vinnytsia. Son père est poète, peintre et éditeur de programmes de télévision Igor Shurov. Sa mère est pédagogue et musicienne. Il a appris à faire du piano à l'âge de quatre ans.
Il a étudié au lycée Auguste Renoir à Limoges en France et dans l'Utah aux États-Unis. Après son retour des États-Unis, il a commencé les études à l'Université nationale des langues de Kiev. 
Le musicien s'est marié avec Olga Tarakanovska en 2002. Le 23 août 2003, Olga a donné naissance à un fils, Lev Shurov. Ils vivent à Kyiv,.

## Récompenses
| Année | Nomination    | Catégorie                         | Prix                                 | Résultat   | Références |
| ----- | ------------- | --------------------------------- | ------------------------------------ | ---------- | ---------- |
| 2013  | Dmytro Shurov | « Chanteur »                      | ELLE Ukraine Style Awards            | Lauréat    | [ 9 ]      |
| 2017  | Dmytro Shurov | « Homme »                         | Viva! Naykrasyvishi (Les plus beaux) | Nomination | [ 10 ]     |
| 2018  | Dmytro Shurov | « Homme »                         | Viva! Naykrasyvishi (Les plus beaux) | Nomination | [ 11 ]     |
| 2018  | Dmytro Shurov | « Meilleur management d'artiste » | YUNA                                 | Nomination | [ 12 ]     |

## Discographie
Avec Okean Elzy
- « Модель » (2001)
- « Суперсиметрія » (2003)
- « Tvій формат » (2003)

Avec Esthetic Education
- « Face Reading » (2004)
- « Leave Us Alone » (2005)
- « Live At Ring » (2006)
- « Werewolf » (2007)

Avec Zemfira
- « Спасибо » (Merci, 2007)
- « Зелёный театр в Земфире » (DVD, 2008)
- « Z-Sides » (2009)
- « Земфира.Live2 » (2010)
- « Крокус/Стрелка » (2010)

Avec Sviatoslav Vakartchouk
- « Брюссель » (2011)

Alias Pianoboy
- « Простые вещи » (2012)
- « Не прекращай мечтать » (2013)
- « Take Off » (2015)
- « XICTOPI » (2019)

### Musique de film
- 2007 : Orangelove
- 2015: Serviteur du peuple